# Kanō Naonobu

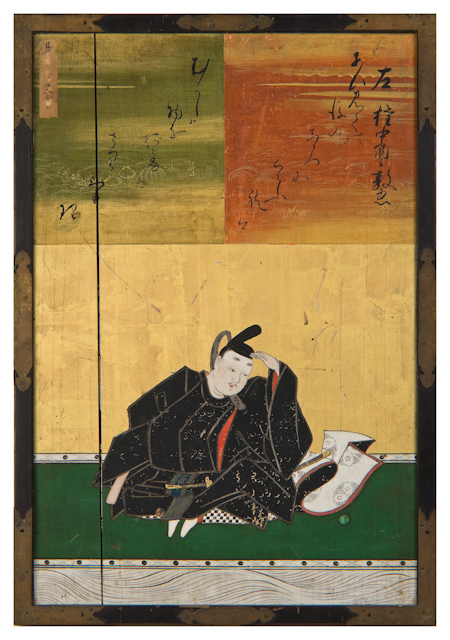

Pour les articles homonymes, voir Naonobu.
Kanō Naonobu (狩野 尚信), surnom : Shume, nom de pinceau : Jitekisai, antérieurement Kazunobu ou Iyenobu, né en 1607 et mort en 1650. Peintre japonais de l'école Kanō.

## Biographie
Fils de Takanobu (1571-1618), frère de Kanō Tannyū (1602-1674) et de Kanō Yasunobu (1613-1685), il prend avec ces deux derniers la tête  de l'atelier du nouveau shogunat d'Edo.
Il a un rôle important dans la décoration du château de Nijō, à Kyōto, sous la direction de son frère Tannyū.

## Bibliographie

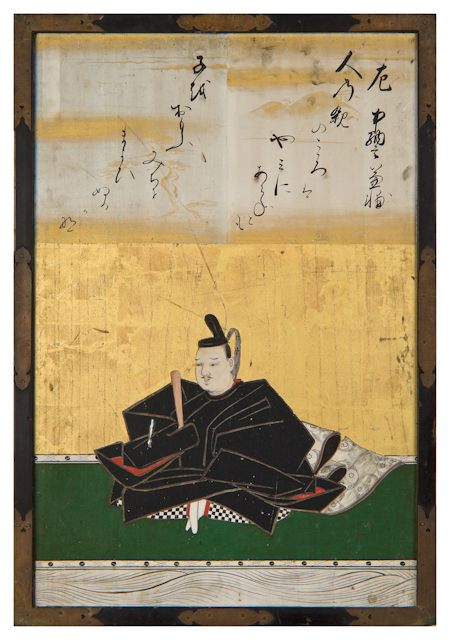
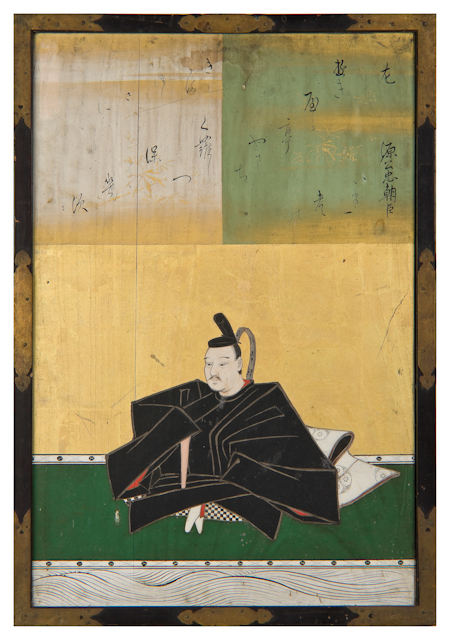
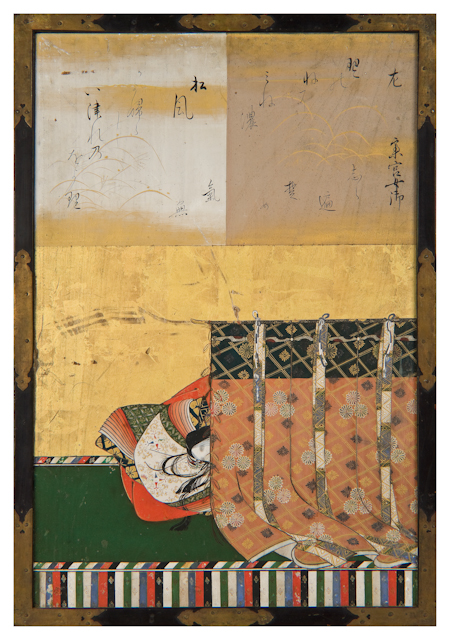

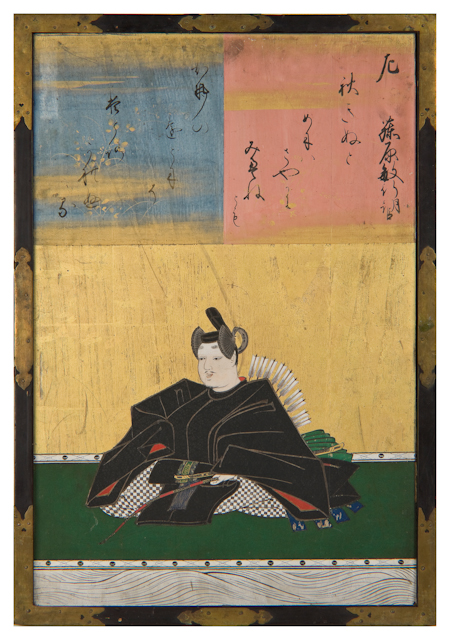
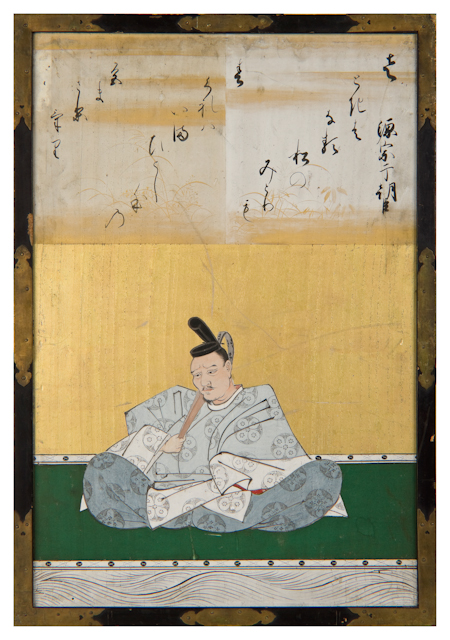
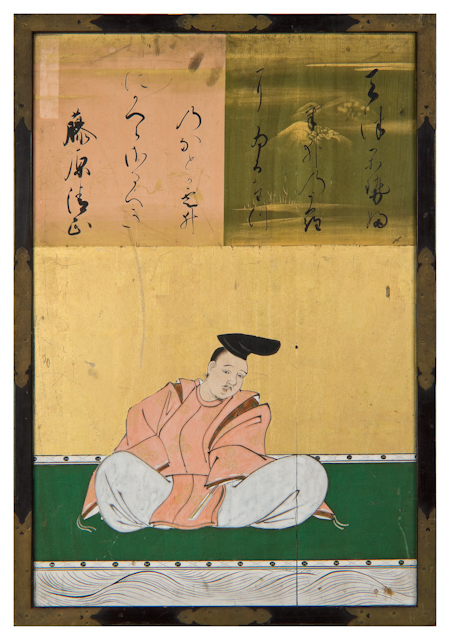
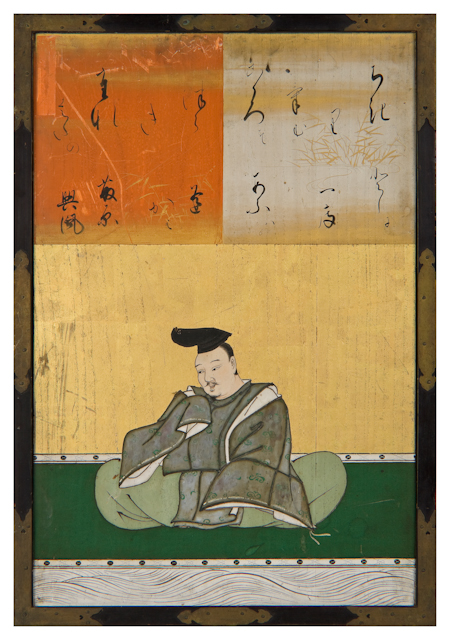

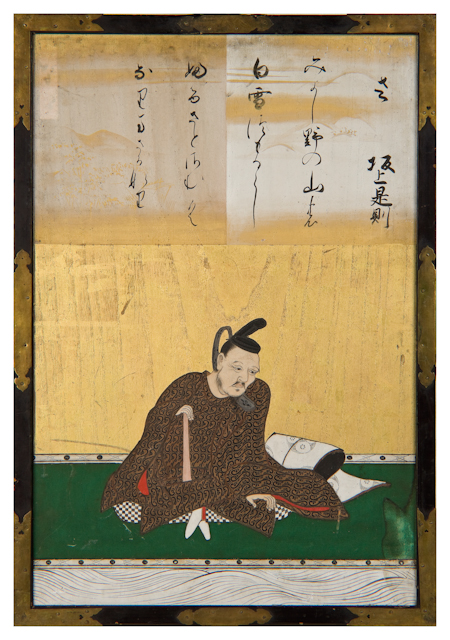
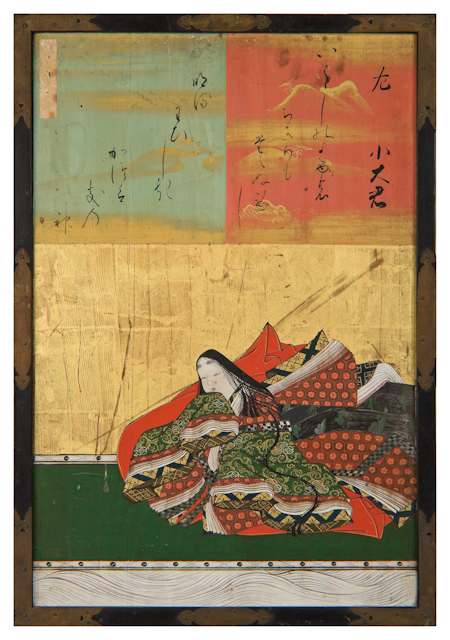
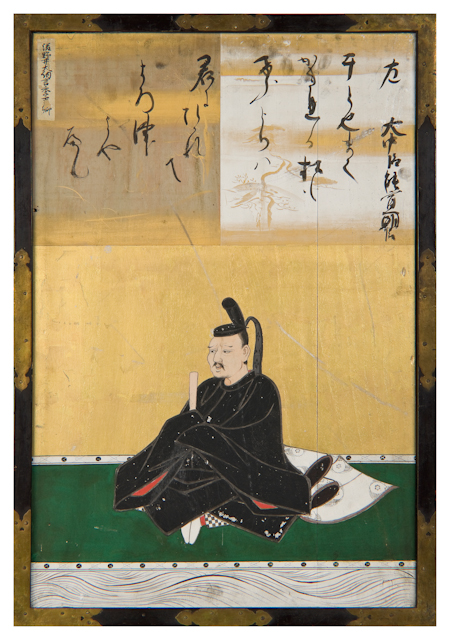
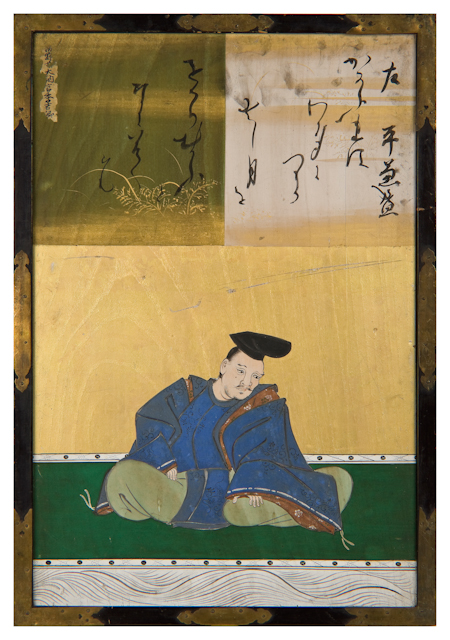